# Nati nel 1431
| Questa pagina contiene informazioni ricavate automaticamente dalle voci biografiche con l'ausilio del template Bio e di un bot. L'aggiornamento è periodico e automatico e ricostruisce completamente la pagina. Se manca una persona in questa lista, sei pregato di non aggiungerla, ma accertati piuttosto che la sua voce biografica contenga il template Bio e che i dati anagrafici siano correttamente compilati. Se il template Bio manca, inseriscilo tu stesso o, in alternativa, metti l'avviso {{tmp\|Bio}} che ne segnala la mancanza. Se i dati riportati sono sbagliati, correggi direttamente la voce biografica; le modifiche saranno visibili in questa lista entro pochi giorni. Per chiarimenti vedi il progetto biografie. La lista contiene solo le 21 persone che sono citate nell'enciclopedia e per le quali è stato implementato correttamente il template Bio. Pagina aggiornata al 2 mag 2025. |

- 1º gennaio - Papa Alessandro VI, papa, vescovo e cardinale spagnolo († 1503)
- 22 marzo - Juan de Castro, cardinale e vescovo cattolico spagnolo († 1506)
- 7 aprile - Agnese da Montefeltro, nobile italiana († 1447)
- 8 aprile - François Villon, poeta francese
- 24 ottobre - Ercole I d'Este, duca italiano († 1505)
- 2 novembre - Vlad III di Valacchia, nobile, militare e politico rumeno
- 21 novembre - Giovanni de' Rossi, condottiero italiano († 1502)
- 3 dicembre - Luca Pulci, poeta italiano († 1470)
- Basarab III Laiotă cel Bătrân, principe († 1480)
- Eleanor Beaufort, nobile inglese († 1501)
- Chimenti Camicia, architetto italiano († 1505)
- Giovanni di Coimbra, principe portoghese († 1457)
- Taddeo Manfredi, conte
- Andrea Mantegna, pittore, incisore e miniaturista italiano († 1506)
- John Neville, I marchese di Montagu, nobile britannico († 1471)
- Elena Paleologa, principessa bizantina († 1473)
- Saluva Narasimha Deva Raya, imperatore indiano († 1491)
- Bartolino da Terni, condottiero italiano († 1518)
- Trailokanat, sovrano siamese († 1488)
- Jasper Tudor, militare e nobile gallese († 1495)
- Raffaele Zovenzoni, umanista e scrittore italiano